# Vulkan (planet)
Vulkan je ime hipotetskog planeta za koji se u 19. stoljeću vjerovalo da postoji u orbiti između Merkura i Sunca. Razlog toj hipotezi bila su odstupanja orbite Merkura koja nisu bila objašnjiva klasičnom mehanikom tijela (jedina dostupna teorija gibanja u to vrijeme). Merkurov perihel se godišnje zakretao 43".
1840. François Arago, direktor Pariškog opservatorija, predložio je francuskom matematičaru Urbainu Le Verrieru da radi na temi orbitalnog kretanja planeta Merkura oko Sunca. Cilj ove studije bio je konstruirati model zasnovan na zakonima pokreta i gravitacije sir Isaaca Newtona. Do 1843. Le Verrier je objavio svoju privremenu teoriju o toj temi koja je bila testirana tijekom tranzita Merkura preko lica Sunca 1843. Kako se ispostavilo, predviđanja Le Verrierove teorije nisu uspjela odgovarati opažanjima.
Le Verrier je obnovio svoje djelo i 1859. godine objavio je temeljitiju studiju Merkurovog kretanja. To se temeljilo na nizu promatranja meridijana na planetu kao i na 14 tranzita. Strogost ove studije značila je da bi bilo kakve razlike od promatranja prouzrokovane nekim nepoznatim faktorom. Doista, i dalje je došlo do određenog odstupanja. Tijekom orbite Merkura, njegov perihel pomalo napreduje po svakoj orbiti, tehnički nazvanoj perihelijska precesija. Pojava je predviđena klasičnom mehanikom, ali se promatrana vrijednost razlikovala od predviđene vrijednosti po maloj količini od 43 kutne sekunde po stoljeću.
Le Verrier je postulirao da se višak precesije može objasniti prisutnošću malog planeta unutar orbite Merkura, a za taj je objekt predložio i naziv "Vulkan". U rimskoj mitologiji, Vulkan je bio bog blagodati i sprječavanja vatre, uključujući vatru vulkana, što je učinilo prikladnim imenom za planet tako blizu Suncu. Nedavni uspjeh Le Verriera u otkrivanju planeta Neptuna istim tehnikama dao je istinitost njegovoj tvrdnji, a astronomi širom svijeta pokušali su tamo promatrati novi planet, ali ništa nikada nije pronađeno.
Tek nakon pojave Einsteinove teorije relativnosti 1915. godine pronašao se odgovor. Odstupanja su bile uzrokovana relativističkim učinkom: zbog velike ekscentričnosti Merkurove orbite, brzina planet se mijenja, a time i njegova masa. Ova promjena je mala, no jače uočljiva nego kod ostalih planeta zbog blizine Merkura i Sunca.
Među poznate astronome koji su smatrali da su uspjeli promatranjem uočiti ovaj planet spada američki astronom Lewis A. Swift, koji je 1878. bio uvjeren da je uočio dva planeta kao što je Vulkan.